# Adrian Adams
Adrian Adams-Sow, née le 30 novembre 1945 à New York et morte le 2 août 2000, est une anthropologue et une militante américaine.

## Biographie
Elle est née le 30 novembre 1945 à New York. Au Sénégal, défendant le « développement paysan », elle était accusée d'hostilité au gouvernement. Elle est morte le 2 août 2000 dans un accident de voiture près de Kungani,.
Elle a vécu de nombreuses années à Yaféra.

## Œuvre
- La Terre et les gens du fleuve. (1985) L'Harmattan[3],[4]
- Le Long Voyage des gens du fleuve (1977)
- A Claim To Land By The River: A Household In Senegal, 1720-1994 (1996) avec l'aide de son mari, Jaabé Sow
- Adrian Adams a traduit le livre Le Dernier de l'Empire de Sembène Ousmane en anglais (The Last of the Empire  (ISBN 978-0435902506))[3].

## Études et enseignement
Elle étudie en France, au Sénégal et à Londres et enseigne dans une université suisse ainsi qu'à l'université d'Aberdeen en Écosse.